# 蘇振威
蘇振威（1980年4月7日—）為台灣男性配音員、聲音導演，現為紅棒製作總監、群英社經紀藝人聲音表演指導老師、華視文教基金會華視訓練中心表演進階班講師。

## 人物介紹
- 2011年，率紅棒製作團隊鄭可欣、巫玉羚、蕭秀玲及知名配音員謝佼娟接受中廣新聞網專訪。[4][5][6]
- 2016年，率紅棒製作團隊鄭可欣、巫玉羚、莊汶錡、蕭秀玲接受《GAME LIFE遊戲攻略情報網》專訪。[7]

## 編導作品
- 《獨家密招》短片系列
- 《早餐的意義》微電影
- Cross Line爵士樂團《The Saga of Harrison Crabfeathers》MV

## 配音作品
- 主要角色名稱以粗體顯示。
- 以下皆為國語配音。

### 台灣動畫
| 播映年份 | 作品名稱        | 配演角色     | 首播平台 | 備註             |
| -------- | --------------- | ------------ | -------- | ---------------- |
|          | 天庭小子-小乾坤 | 所有男性角色 |          |                  |
|          | 靖姑            |              |          | 國台語版聲音導演 |
| 2009     | 悠遊字在        | 戴老師 天帝  |          |                  |
|          | 重甲机神 Baryon | 侯鳳起       |          |                  |

### 台灣動畫電影
| 播映年份 | 作品名稱   | 配演角色                              | 備註 |
| -------- | ---------- | ------------------------------------- | ---- |
| 2010     | 鑑真大和尚 | 戒融 忍基 大伴 沙彌 住持B 軍官 水手甲 |      |

### 遊戲
- 宇峻奧汀《英雄紀元》：風雷‧賽維斯
- 《鬪三國之全民神將》

### 台灣戲劇
- 《白色巨塔》：中國大陸播映版言承旭、費翔部分台詞配音
- 《一把青》：部分角色配音
- 《負君千行淚》：甘天虎(柯叔元飾)，國語版。

### 日本動畫
- 《影子籃球員》：綠間真太郎、日向順平、相田景虎
- 《新網球王子OVA vs Genius10》：手塚國光、海堂薰、忍足侑士、冥戶亮、芥川慈郎、柳蓮二、千歲千里、利利亞丹德·藏兔座、德川一矢、君島育斗、陸奥悠步
- 《星光少女：極光之夢》：藤堂響、春音宏、山田先生
- 《星光樂園》：舞沙奇、赤井眼鏡兄(前期)
- 《舞力四射》：天寶院讓
- 《武器種族傳說》：酷德·望·朱魯愛特、伊芙
- 《新魯賓遜漂流記精華篇》：厄恩斯特‧魯賓遜
- 《萬里尋母精華篇》
- 《小公主莎拉精華篇》
- 《小蜜蜂 勇氣的旋律》：螳螂吉
- 《鐵道小英雄》：馬克
- 《龍龍與忠狗TV版》：柯傑斯先生
- 《龍龍與忠狗精華篇》：柯傑斯先生
- 《龍龍與忠狗劇場版》：柯傑斯先生
- 《羅馬浴場動畫版》
- 《次元艦隊》：片桐記者
- 《御行者》：御行者KK
- 《仁太坊-津輕三味線始祖外傳》：留吉

### 日本動畫電影
| 播映年份 | 作品名稱        | 配演角色                          | 備註  |
| -------- | --------------- | --------------------------------- | ----- |
| 2019     | 七龍珠超 布羅利 | 貝吉達／達爾 悟吉達（巫玉羚合聲） |       |
| 2023     | 鈴芽之旅        | 芹澤朋也                          | [ 8 ] |

### 特攝片
- 《超人力霸王》：村松敏夫
- 《超人七號》：嵐大助
- 《侍戰隊真劍者VS轟音者 銀幕BANG!!》：梅盛源太、城範人、運輸鯨無霸、護星黑
- 《新·超人力霸王》：神永新二

### 歐美韓港陸動畫
- 《神魄》：烏魯魯(台灣版本)
- 《天際戰騎》：朱雀(台灣版本)
- 《飛哥與小佛》：傑洛米(前期)
- 《火焰傳奇》：魏舒 弗來明
- 《海底大冒險》：亞提
- 《丁丁歷險記》：湯普森警探
- 《飛天寶貝》：史科皮精靈、河馬精靈
- 《小鬼大神探》：馬克克拉克
- 《消防嘟嘟車》：校巴弟、派客隊長、阿狗、路易斯
- 《QQ動物世界》：貝瑞
- 《迷你聖經》
- 《巴黎夜貓》
- 《太空先鋒隊》：皮教練、禿鷹
- 《薑餅茉莉》：馬汀先生
- 《薑餅茉莉 II: 夏秋篇》：馬汀先生
- 《頑皮小嘟嘟》：達爾文
- 《捉龍特攻隊》：連珠
- 《熱氣球飛行日記》
- 《奇雞冒險王》：大公雞、老鼠阿呆、唐吉軻德
- 《新鬼馬小精靈》：Ra、體育老師、奧得
- 《原來如此的故事》：旁白
- 《彩色蠟筆園》：旁白
- 《宇宙量子隊》
- 《反斗天使》
- 《雲朵麵包》：爸爸
- 《亞瑟小子》
- 《艾拉出奇招》：傑克森先生
- 《瑪婷這一班》：文森
- 《泡泡小廚》：DK、馬老師、記者
- 《中國娃娃Pucca》
- 《魔法小迷狐》：賴皮酥
- 《水滸足球》：宋江(青年時期)
- 《太陽公主》
- 《萬能紙巾超人》安東尼老師、紙巾超人

### 韓劇
- 《W-兩個世界》：朴洙峰
- 《第二次愛上你(回來吧大叔)》：鄭智勳、諸葛吉
- 《SPY(諜海戀人)》：宋仲赫
- 《殘缺的愛》：朴泰修
- 《漢江戀歌》：尹修英
- 《黃金蘋果》：金敬秋、江澤、韓巡警、美潔的父親
- 《玉琳成長日記》：張佑義
- 《愛情無法擋》：朴道向(金勇熙飾)
- 《錢的戰爭》：夏宇成(申東旭飾)，海外版。
- 《花嫁(女人萬歲)》：序社長(金燦宇飾)，海外版。
- 《愛情無法擋》：朴道向(金勇熙飾)

### 長片
- 《賞金獵人》：王博宥(鍾漢良飾，台灣衛視電影台版本)
- 《我的意外爸爸》：野野宮良多(福山雅治飾)
- 《羅馬浴場2》：路修斯(阿部寬飾)
- 《勝者為王 (古惑仔)》：陳浩南(鄭伊健飾，2015年配音版本)
- 《三分之一：逆轉賭局》：清原修造(藤原龍也飾)
- 《阿信(電影版)》：國台語版本聲音導演
- 《十二生肖》：全中文版聲音導演
- 《雙面君王》：聲音導演
- 《晚孃上部：戀慾》：真達拉(馬力歐飾)
- 《晚孃下部：罪色》：真達拉(馬力歐飾)
- 《謝罪大王》：沼田卓也(岡田將生飾)
- 《曼谷保鏢2》
- 《大展猴威2》
- 《魔女潛艦》
- 《蠍子》：蒼狼
- 《殺人草莓夜》：葉山則之、日下守、龍崎神矢
- 《神秘寶盒》：大衛‧瓦爾德
- 《丐世英雄》：沙爹
- 《那夜凌晨，我坐上了旺角開往大埔的紅VAN》：盲輝
- 《武士的菜單》：旁白、今井定之進
- 《推理要在晚餐後》：藤堂卓也
- 《神秘寶盒》:大衛瓦爾德

### 歐美實境秀/影集
- 《搖滾夏令營》：尚恩葛雷(喬強納森飾)
- 《驚險20刻》：聲音導演 腳本改寫
- 《決戰ATM》：各集參賽者
- 《少年英雄艾倫史東》：傑森
- 《納尼亞傳奇(BBC版)》

### 電影
- 《哈利波特》：西莫·斐尼干
- 《米芽米咕人》中文版聲音導演